# Ferdinand de Saussure
Ferdinand de Saussure [ejtsd: szoszűr] (Genf, 1857. november 26. – Vufflens-le-Château, Vaud kanton, 1913. február 22.) svájci nyelvész. Indogermán és általános nyelvészettel foglalkozott, a nyelvtudományban új korszak megteremtője.
"A strukturalizmus atyjának őt tekintik. A hagyományos történeti (diakron) kutatásokkal szemben ő kezdeményezte a szinkron kutatásokat. A nyelv számára nem egymástól elszigetelt mozzanatok összessége, hanem egy sajátos jelrendszer. A tudomány tárgya ez az önálló nyelvi rendszer (langue) és nem a konkrét és történetileg változó beszéd (parole). Egy hasonlattal élve a langue olyan, mint a sakkjátszma szabályrendszere, a parole pedig mint az egymást követő lépések egy-egy sakkjátszmában. E szabályrendszerben [ti. a szövegorientált hermeneutikai megközelítésben] a viszonyok hálózatát, struktúráját kell tanulmányozni, s mivel a jelek rendszere objektív, ezért minden személyes mozzanat tudatos kiküszöbölése biztosítja a tudományos igényt. Saussure nyelvészeti felismerései gyorsan tért hódítottak majdnem minden humán tudományban és hamarosan a Biblia értelmezésében is."
Hermeneutikai Füzetek 3. – "Mi az olvasóközpontú kritika?" in: Fabinyi Tibor: Szóra bírni az írást, Hermeneutikai kutatóközpont, Budapest, 1994

## Fontos tanításai
1. A nyelvnek minden jelensége között összefüggés van.
2. Egy nyelvközösségen belül használt nyelv egészén (nyelvezet=langage) belül a nyelv (langue) vizsgálatát külön kell választani a nyelvi érintkezésben a nyelvi eszközök egyéni, illetve alkalmi felhasználásának (parole=beszéd) vizsgálatától.
3. A leíró nyelvvizsgálatot (szinkrónia) el kell különíteni a nyelvtörténettől (diakrónia).
4. A nyelv egy rendszer, és az elemei egymáshoz képest határozhatóak meg.
5. Változás mindig az elemen megy végbe.
6. Egyidejűleg létező elemeket kell vizsgálni, így lehet rendszer a nyelv.

A nyelv jelen állapotát akarta leírni.
1916-ban készült a Bevezetés a nyelvtudományba című műve (hallgatói és tanítványai szerkesztették a neve alá).
A nyelv nem szubsztancia, hanem tiszta forma.
A semmi is lehet valami. Az elem semmi, az oppozíció minden.

## Magyarul megjelent művei
- Bevezetés az általános nyelvészetbe; ford. B. Lőrinczy Éva; Gondolat, Bp., 1967
- Bevezetés az általános nyelvészetbe. Egyetemi tankönyv; utószó Herman József, ford. B. Lőrinczy Éva, bev., jegyz. ford. Balogh Péter; Corvina, Bp., 1997 (Egyetemi könyvtár)